# Allosanthus
Allosanthus Radlk.  é um género botânico pertencente à família Sapindaceae.

## Espécies
Apresenta uma única espécie:
- Allosanthus trifoliolatus